# كأس نيوزيلندا 2015
كأس نيوزيلندا 2015 (بالإنجليزية: 2015 Chatham Cup)‏ هو الموسم 88 من كأس نيوزيلندا. كان عدد الأندية المشاركة فيه 125، وفاز فيه Eastern Suburbs AFC ‏.